# Melangyna jacksoni
Melangyna jacksoni är en tvåvingeart som först beskrevs av Jacques-Marie-Frangile Bigot 1884.  Melangyna jacksoni ingår i släktet flickblomflugor, och familjen blomflugor. Inga underarter finns listade i Catalogue of Life.